# ادمة (ناطع)

تعديل مصدري - تعديل

ادمة هي إحدى قرى عزلة مسور ال دباش بمديرية ناطع التابعة لمحافظة البيضاء، بلغ تعداد سكانها 217 نسمة حسب تعداد اليمن لعام 2004.